# Hans Rubner

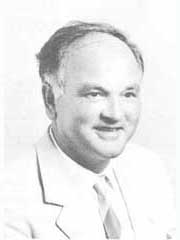
Hans Rubner

Hans Rubner (* 24. November 1932 in Kiens; † 18. Dezember 2009 in Bruneck) war ein Südtiroler Politiker.

## Biographie
Rubner studierte Wirtschaftswissenschaft an der Universität Florenz und an der Wiener Hochschule für Welthandel. Anschließend  arbeitete er als Oberschullehrer und begann, sich politisch in der Südtiroler Volkspartei (SVP) zu engagieren. In den Jahren 1961–1964 vertrat er den inhaftierten Hans Stanek als SVP-Landessekretär. Von 1966 bis 1973 war er Direktor der Berufsschule in Bruneck.
1973 wurde Rubner auf der Liste der SVP in den Südtiroler Landtag und damit gleichzeitig den Regionalrat Trentino-Südtirol gewählt, denen er bis 1987 angehörte. In diesen Jahren war er auch Mitglied der Landesregierung und als Landesrat für Öffentliche Arbeiten, Feuerwehrwesen und Zivilschutz in den Kabinetten Magnago IV, Magnago V und Magnago VI tätig. Bei den Parlamentswahlen 1987 wurde Rubner im Wahlkreis Brixen in den italienischen Senat gewählt, wo er bis 1994 die SVP vertrat. Nach seinem Ausscheiden aus der Politik war er bis 2002 Präsident der Stiftung Südtiroler Sparkasse.